# Szőkedencs
Szőkedencs es un pueblo ubicado en el distrito de Marcali, en el condado de Somogy, Hungría.

## Superficie
Posee una superficie de 18,69 kilómetros cuadrados.

## Demografía
Hasta 2019 la población era de 213 habitantes, con una densidad de población de 11,40 habitantes por kilómetro cuadrado.